# Goma-ae
Goma-ae (胡麻和え), parfois aussi orthographié gomaae ou gomae, est un plat d'accompagnement de la  cuisine japonaise. Il est fait à partir de légumes et de sésame  (goma signifie sésame et ae signifie sauce). 
Une des versions les plus courantes dans les restaurants japonais en Occident est faite à partir d'épinards en salade mélangés avec une sauce aux cacahuètes ou de la pâte de miso et parsemé de sésame. Souvent, sucre et sauce soja sont aussi utilisés. D'autres versions remplacent les épinards par des  haricots verts ou d'autres légumes. 